# Brian Reynolds Myers
Brian Reynolds Myers, di solito citato come B. R. Myers (1963), è un orientalista e giornalista statunitense.
È professore associato americano di studi internazionali presso l'Università Dongseo di Pusan, in Corea del Sud, meglio conosciuto per i suoi scritti sulla propaganda nordcoreana. È collaboratore editoriale per The Atlantic e opinionista per The New York Times e The Wall Street Journal. Myers è l'autore di Han Sǒrya and North Korean Literature (Cornell, 1994), A Reader's Manifesto (Melville House, 2002), The Cleanest Race (Melville House, 2010) e North Korea's Juche Myth (Sthele Press, 2015).

## Gioventù e formazione
Myers è nato nel New Jersey da madre britannica, ha trascorso la sua infanzia a Bermuda e il periodo del liceo nell'Apartheid in Sudafrica, e ha ricevuto una laurea in Germania.
Ha conseguito la laurea specialistica in studi sovietici all'Università della Ruhr (1989) e un dottorato in studi coreani con particolare attenzione alla letteratura nord-coreana all'Università di Tubinga (1992). Successivamente Myers ha insegnato tedesco in Giappone e ha lavorato per l'ufficio di collegamento di Pechino della Mercedes-Benz nel 1996.

## Carriera
Prima della sua nomina presso l'Università di Dongseo, Myers ha insegnato letteratura e società nord-coreane presso il Dipartimento di studi sulla Corea del Nord dell'Università della Corea. Ha anche insegnato la globalizzazione e la letteratura nord-coreana presso il Dipartimento di studi coreani dell'Università di Inje.

## Vita e politica
Myers è sposato con una donna sudcoreana e vive e insegna in Corea del Sud, dove si è trasferito nel 2001. In passato, ha vissuto nello stato degli Stati Uniti del Nuovo Messico.
Politicamente, Myers si identifica come di sinistra ed è un sostenitore del Partito verde degli Stati Uniti d'America, del veganismo e dei diritti degli animali.

## Opere
- Myers, Brian Reynolds (1994). Han Sǒrya and North Korean Literature: The Failure of Socialist Realism in the DPRK. Ithaca, New York: Cornell East Asia Program. ISBN 0-939657-84-8.
- — (2002). A Reader's Manifesto: An Attack on the Growing Pretentiousness of American Literary Prose. Hoboken, New Jersey: Melville House Publishing. ISBN 0-9718659-0-6.
- — (2010). The Cleanest Race: How North Koreans See Themselves and Why It Matters. Hoboken, New Jersey: Melville House Publishing. ISBN 978-1-933633-91-6.
- — (2015). North Korea's Juche Myth. Busan: Sthele Press. ISBN 978-1-5087-9993-1.